# Vijayabahu II
Vijayabahu II  règne entre 1186 à 1187   comme roi du royaume de Polonnaruwa dans l'actuel Sri Lanka.

## Règne
Vijayabahu II ou Pandita Vijaya Bahu est le « fils d'une sœur » de Parakramabahu I, c'est un homme cultivé présenté comme un « roi poète » qui écrit une lettre en Pali à un roi nommé Ramanna. Il est assassiné après seulement une année de règne à la suite d'une intrigue amoureuse avec la fille d'une vachère par Mahinda VI qui est mis à mort immédiatement par Nissanka Malla le vice roi de Parakramabahu I

## Article lié
- Mahavamsa